# Отворено првенство Ченаја у тенису 2012.
Отворено првенство Ченаја у тенису 2012 (познат и под називом 2012 Aircel Chennai Open) је био тениски турнир који припада АТП 250 категорији у сезони 2012, који се играо на тврдој подлози. То је било 17. издање турнира који се одржао у Ченају у Индији на СДАТ тениском стадиону од 2—8. јануара 2012.

## Распоред поена
| Конкуренција | П   | Ф   | ПФ | ЧФ | 2К | 1К  | КВ  | КВ3 | КВ2 | КВ1 |
| Појединачна  | 250 | 150 | 90 | 45 | 20 | 0   | 12  | 6   | 0   | 0   |
| Парови       | 250 | 150 | 90 | 45 | 0  | Н/Д | Н/Д | Н/Д | Н/Д | Н/Д |

### Носиоци
| Држава | Играч              | Позиција1 | Носилац |
| ------ | ------------------ | --------- | ------- |
| СРБ    | Јанко Типсаревић   | 9         | 1       |
| ШПА    | Николас Алмагро    | 10        | 2       |
| ШВА    | Станислас Вавринка | 17        | 3       |
| КАН    | Милош Раонић       | 31        | 4       |
| ХРВ    | Иван Додиг         | 36        | 5       |
| БЕЛ    | Фабио Фоњини       | 48        | 6       |
| БЕЛ    | Гзавје Малис       | 49        | 7       |
| БЕЛ    | Оливје Рокус       | 67        | 8       |

- 1 Позиције од 26. децембра 2011.

### Други учесници
Следећи играчи су добили специјалну позивницу за учешће у појединачној конкуренцији:
- Јуки Бамбри
- Давид Гофен
- Вишну Вардхан

Следећи играчи су ушли на турнир кроз квалификације:
- Јуичи Сугита
- Го Соеда
- Тимо де Бакер
- Вашек Поспишил

Следећи играч је ушао на турнир као срећни губитник:
- Едуар Роже-Васелен

### Повлачења
- Марин Чилић (повреда тетиве)[1]
- Робин Хасе (повреда)
- Сомдев Деварман (повреда десног рамена)

### Одустајања
- Стив Дарси (повреда десног рамена - друго коло)

## Носиоци у конкуренције парова
| Држава | Играч         | Држава | Играч            | Позиција1 | Носиоци |
| ------ | ------------- | ------ | ---------------- | --------- | ------- |
| ИНД    | Махеш Бупати  | ИНД    | Рохан Бопана     | 18        | 1       |
| САД    | Скот Липски   | САД    | Раџив Рам        | 74        | 2       |
| ИНД    | Леандер Паес  | СРБ    | Јанко Типсаревић | 93        | 3       |
| ИЗР    | Јонатан Ерлих | ИЗР    | Анди Рам         | 101       | 4       |

- 1 Позиције од 26. децембра 2011.

### Други учесници
Следећи играчи су добили специјалну позивницу за учешће у конкуренцији парова:
- Мохит Мајур Јајапракаш/  Рамкумар Раманатан
- Срирам Балаји/  Џиван Недунчежијан

Следећи пар је учествовао као алтернатива:
- Вашек Поспишил/ Милош Раонић

### Повлачења
- Сомдев Деварман (повреда десног рамена)

## Шампиони

### Појединачно
Милош Раонић је победио  Јанка Типсаревића са 6–7(4–7), 7–6(7–4), 7–6(7–4)
- Раонићу је ово била прва (од две) титуле у сезони и друга у каријери.

### Парови
- Леандер Паес /  Јанко Типсаревић су победили  Јонатан Ерлиха /  Анди Рама са 6–4, 6–4
- Паесу је ово била прва (од четити) титуле у сезони и 47-ма у каријери.
- Типсаревићу је ово била једина титуле те сезоне и прва у каријери.